# Erik Jazet
Erik Alexander Jazet (ur. 19 lipca 1971 w Schiedam) – holenderski hokeista na trawie. Trzykrotny medalista olimpijski.
W reprezentacji Holandii debiutował w 1990. Brał udział w trzech igrzyskach (IO 96, IO 00, IO 04), za każdym razem zdobywał medale: złoto 1996 i 2000 oraz srebro w 2004. Z kadrą brał udział m.in. w mistrzostwach świata w 1998 (tytuł mistrzowski) oraz kilku turniejach Champions Trophy. Łącznie rozegrał ponda 300 spotkań w reprezentacji.